# Schoenoxiphium distinctum
Schoenoxiphium distinctum är en halvgräsart som beskrevs av Ilkka Toivo Kalervo Kukkonen. Schoenoxiphium distinctum ingår i släktet Schoenoxiphium och familjen halvgräs. Inga underarter finns listade i Catalogue of Life.